# 馬叔禮
馬叔禮（1949年7月21日—），臺灣作家、文化研究學者，籍貫河南省密縣。曾擔任《三三集刊》主編、耕莘青年寫作會班主任，並曾為中廣、警察廣播電臺主持人。

## 生平
馬叔禮，1949年出生廣州，同年來臺，後就讀淡江大學中文系。1977年與朱天文、朱天衣等人創辦《三三集刊》並擔任主編，1979年又創三三書坊。1981年起擔任耕莘寫作班主任，1986年辭去教職隱居新店山上，偶爾出席活動。2010年出山，擔任日月書院講座主持人，並定期在中正紀念堂舉行公益演講，偶也赴中國大陸講學。

## 獲獎紀錄
- 第一屆聯合報小說獎佳作[7]
- 第六屆聯合報文學獎短篇小說獎[8]
- 第一屆時報文學獎小說佳作獎[9]
- 中國青年寫作協會三十週年文學獎
- 中華日報小說獎

### 註腳
1. ↑  . 台灣作家作品目錄資料庫.   [2025-05-13].
2. ↑  . 臺灣文學館線上資料平臺.   [2023-08-02]. （原始内容存档于2023-08-02）. （页面存档备份，存于）
3. ↑  . 周大觀文教基金會.   [2025-05-13].
4. ↑  郭士榛. . 人間福報. 2010-07-06  [2023-08-02]. （原始内容存档于2023-05-23） （中文（臺灣））. （页面存档备份，存于）
5. ↑  . 文化部-博物之島.   [2023-08-02]. （原始内容存档于2021-08-04）. （页面存档备份，存于）
6. ↑  . 臺北市北投區戶政事務所. 2014-07-17  [2023-08-02]. （原始内容存档于2023-08-02）. （页面存档备份，存于）
7. ↑  . 文學星空下──聯合副刊70周年展.   [2023-08-03]. （原始内容存档于2023-08-03）. （页面存档备份，存于）
8. ↑  . 文學星空下──聯合副刊70周年展.   [2023-08-03]. （原始内容存档于2023-08-03）. （页面存档备份，存于）
9. ↑  . 時報文學獎. 2018-06-30  [2023-08-03]. （原始内容存档于2023-08-03） （中文（臺灣））. （页面存档备份，存于）